# Asociación Técnica Española de Refrigeración y Climatización
La Asociación Técnica Española de Refrigeración y Climatización (ATECYR) es la asociación española de técnicos y profesionales preocupados por la ordenación y profesionalización del sector de la climatización, refrigeración, frío industrial, calefacción y ventilación.

## Fines
ATECYR se crea en el año 1974 y se constituye como una asociación sin ánimo de lucro, con los fines:
- Estudio de la ordenación, problemática y reglamentación del sector.
- La creación, recopilación y divulgación de la información científica relacionada con las tecnologías del sector.
- Fomentar el interés por el diseño, la investigación y el equipamiento de este sector.
- La formación de técnicos y profesionales del sector.

## Actividad
En la actualidad mantiene relaciones con diversos organismos e instituciones del sector, y entre otras, realiza las actividades:
- Conjuntamente con AFEC, mediante un Comité Permanente AFEC-ATECYR:
  - La transmisión a las administraciones públicas, la información del sector y sus preocupaciones.
  - La edición de libros a disposición de los profesionales.
  - La elaboración de la herramienta DCT Documento de Calificación Técnica, que pretende calificar las instalaciones y proyectos, informando al cliente final la calidad del producto adquirido.
- A petición del IDAE, Instituto de diversificación energética dependiente del Ministerio de Industria, realiza la redacción de una serie de guías técnicas sobre la eficiencia, mantenimiento e inspección de las instalaciones térmicas en edificios para su fondo documental.
- Participa en el CTN 100 (climatización) de AENOR, comité técnico para la elaboración de normas del sector de la Climatización.
- Realiza la traducción de guías de asociaciones otros países, tales como la ASHRAE norteamericana o la europea REHVA.
- Cursos y jornadas técnicas, organizada por cada una de las agrupaciones regionales.